# Stoldo Lorenzi
Stoldo Lorenzi (* 1533 oder 1534  in Settignano bei Florenz; † September 1583 in Pisa) war ein italienischer Bildhauer des Cinquecento.

## Leben

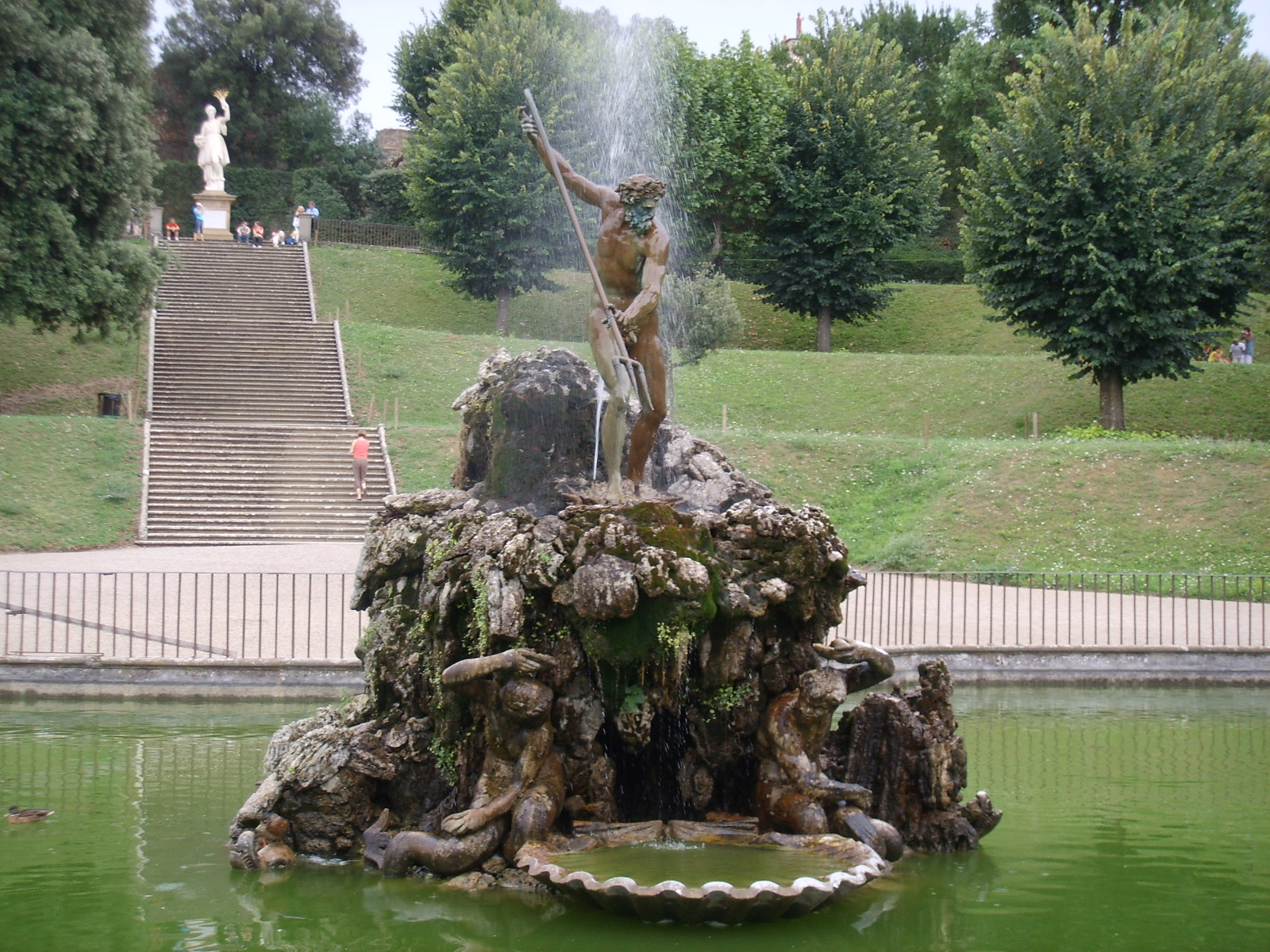
Fontana del Tritone, Boboli-Garten, Florenz

Seine Ausbildung begann er wahrscheinlich zunächst im väterlichen Schnitzereibetrieb in Settignano, um dann in Florenz, zusammen mit Girolamo Macchielli, bei Michele di Rodolfo im Zeichnen unterrichtet zu werden. Spätestens 1550 ist seine Arbeit, zusammen mit seinem Bruder Antonio, bei Niccolò Tribolo belegt. In dieser Zeit war er an Arbeiten im Garten der Medici-Villa in Castello beteiligt.
Maßgeblich gefördert wurde er durch Luca Martini, ein Mitglied der Florentiner Akademie, der ihn nach Pisa holte, wo er den jungen Bildhauer mit der Großherzogin Eleonora di Toledo bekannt machte. In Pisa entstand z. B. als eine der ersten Arbeiten ein Marmorrelief, das den Großherzog Cosimo I. de’ Medici verherrlicht und das sich heute in der Holkham Hall nahe Oxford befindet. Nachdem Stoldo Lorenzi 1583 in Pisa gestorben war, wurde er in der Kirche Santissima Annunziata in Florenz beerdigt.